# Solveig
Solveig é uma grafiteira da Grã-Bretanha. Conhecida como Picasso da arte de rua, iniciou suas atividades de pintura em muros com 8 anos de idade.
Suas obras são caracterizadas por cores fortes e marcantes. Em vários de seus trabalhos utiliza seu próprio nome ou as três primeiras letras de seu nome Sol assinando e inserindo sua idade neles.